# PC PowerPlay
PC PowerPlay (PCPP) è l'unica rivista dedicata ai videogiochi per PC in Australia. PC PowerPlay si concentra su notizie e recensioni per i giochi in arrivo e quelli appena pubblicati sulla piattaforma Microsoft Windows. La rivista esamina anche dispositivi hardware adatti per i videogiochi. La rivista è pubblicata da Future Australia.
Nel 2018, Future, proprietario ed editore di PC Gamer, ha acquistato PC PowerPlay e relativi titoli informatici da nextmedia, incorporando articoli di PC PowerPlay nelle versioni online di PC Gamer.
La rivista viene fornita con un DVD che contiene demo di giochi, giochi freeware, episodi di anime, trailer di film/anime/giochi, patch di gioco, mod di gioco, mappe di gioco, utility per PC e sfondi per computer.
Fino a settembre 2005 era disponibile anche una versione in CD venendo poi sostituita dal DVD. Per un breve periodo, entrambe le edizioni sono esistite mentre i giocatori passavano da una tecnologia all'altra.